# تومیچی
تومیچی (به لاتین: Tomichi) یک منطقهٔ مسکونی در روسیه است که در استان آمور واقع شده‌است.